# Calle del Obispo Gandásegui
La calle del Obispo Gandásegui es una vía pública de la ciudad española de Segovia.

## Descripción
La vía discurre desde la calle de Juan Bravo hasta los últimos arcos del acueducto, en la plaza de Avendaño. Se llamó «calle del Saúco», pero hacia 1918 se decidió cambiarle el título por el actual, con el que honra a Remigio Gandásegui y Gorrochátegui (1871-1937), que por entonces era obispo de Segovia. Aparece descrita en Las calles de Segovia (1918) de Mariano Sáez y Romero con las siguientes palabras:

Saúco.—Desde la calle de Juan Bravo, sube hasta los últimos arcos del Acueducto, en la Plazuela de Avendaño. Aunque ciertamente no podemos consignar el origen del título de esta calle, suponemos sea por algún saúco, arbusto que hubiera en la vía o sobresaliera de la huerta de la Compañía, así llamada por haber sido de los jesuítas, es decir, casa de la Compañía de Jesús. Se halla en esta calle el edificio llamado La Compañía, antes dedicado a escuela municipal de niños y de adultos que regentó muchos años D. Manuel Hernando, tipo verdadero del maestro celoso y austero, paciente para con los escolares y propicio siempre a la educación de sus discípulos. Después el edificio pasó a unirse al Seminario, cuya parte posterior se alza en este sitio, y adquirida después por el Obispado la casa de los Picos para centro católico, se atraviesa de un lado a otro de la calle por un pasadizo o galería que pone en comunicación las dos manzanas. A esta calle desembocaba la hoy cerrada, de los Doctrinos, donde estuvo lo que fué Seminario Menor y hoy también de la pertenencia del Obispado. Está acordado que esta calle lleve el nombre de Obispo Gandásegui [...]
(Sáez y Romero, 1918, pp. 180-181)